# 厚藤四郎
厚藤四郎（あつしとうしろう）は、鎌倉時代に作られたとされる日本刀（短刀）。日本の国宝に指定されており、東京都台東区にある東京国立博物館が所蔵する。

## 概要

### 刀工および名前の由来
鎌倉時代の刀工・粟田口則国あるいは国吉の子とされる藤四郎吉光により作られた刀である。藤四郎吉光は、山城国粟田口派の刀工のうち最も著名であり、特に短刀や剣の作刀では名手と知られていた。厚藤四郎は寸法が短く、きわめて小ぶりであるが、地鉄・刃文ともに抜群の出来であると評される。厚藤四郎の名前の由来は、一般的な刀の重ね（刀身の厚さ）が2分（約6.1ミリメートル）程度であるのに対し、本作はそれより厚く仕立てられ、元重ね（刃の最下部、鎺付近）では4分（約11ミリメートル）あることに由来する。

### 足利将軍家へ伝来
元々は足利将軍家の所有であり、1487年（長享元年）に9代将軍足利義尚が近江守護の六角高頼を追討した長享・延徳の乱では、義尚の佩刀として用いられていたと伝わっている。その後、室町幕府滅亡後は足利将軍家から流出して堺の豪商が所持していたところを本阿弥祐徳（本阿弥光徳の従兄弟）が百貫で購入し、豊臣秀吉の黄母衣衆である一柳直末に譲られた。

### 黒田官兵衛から豊臣秀次へ
直末は1590年（天正18年）に小田原征伐へ参加するも、同年3月29日、伊豆国山中城攻めで間宮康俊軍の銃弾に当たり戦死した。直末の死後、遺された妻の心誉と子女は義兄弟の黒田官兵衛に引き取られるが、その際に直末の遺品として厚藤四郎も官兵衛へ伝わったものと考えられる。その後、官兵衛は関白である豊臣秀次へ厚藤四郎を献上したが、1595年（文禄4年）、秀吉から謀反の疑いをかけられた秀次は高野山で自害を強要され、死の直前に自身の持っていた名刀のうち、厚藤四郎を近臣の山田三十郎へ与え、三十郎も同刀を用いて切腹し、主君の秀次に殉じた。

### 徳川将軍家へ伝来
三十郎の切腹後、厚藤四郎は秀吉に没収されたと考えられており、彼の死後に形見分けとして毛利秀元が拝領した。1614年（慶長19年）11月には、秀元は白銀師の埋忠家に拵を新調させている。その後、秀元の嫡孫である綱元の代になり、江戸幕府4代将軍である徳川家綱の願いにより1664年（寛文4年）2月28日に献上された。また、綱元は献上の返礼として黄金千枚を下賜された。その後、江戸時代を通して徳川将軍家に伝わった。8代将軍徳川吉宗が本阿弥家に命じて編纂させた名刀の目録である『享保名物帳』の写本には第1類・第2類の2系統があるが、このうち第1類（本阿弥家から吉宗に献じた本の写し）は、冒頭にこの厚藤四郎を収載している。また、1869年（明治2年）に再編集された将軍家の『御腰物台帳』にも厚藤四郎の記載が残っている。
明治時代以降は田安徳川家に伝来していたようであり、1938年（昭和13年）にかつて侍従長を務めていた徳川達孝伯爵（田安徳川家第9代当主）によって、宮内省を介してその秋に竣工予定であった帝室博物館（現・東京国立博物館）によって納められた。1955年（昭和30年）6月22日に重要文化財に指定され、次いで1956年（昭和31年）6月28日に国宝に指定された。

## 作風

### 刀身
刃長（はちょう、刃部分の長さ）は7寸2分（21.8センチメートル）、元幅（もとはば、刃から棟まで直線の長さ）は6分5厘（約1.9センチメートル）であり、造込（つくりこみ）は平造りである。
地鉄は、板目（いため、板材の表面のような文様）が約み、地沸（じにえ、平地の部分に鋼の粒子が銀砂をまいたように細かくきらきらと輝いて見えるもの）つき、地景（じけい、地鉄の中にある線のような模様）入る。
刃文（はもん）は中直刃（ちゅうすぐは）主体で、焼出し（刃区近くの刃文）に小湾れ（このたれ）、互の目（ぐのめ、丸い碁石が連続したように規則的な丸みを帯びた刃文）を焼く。匂口深く、足、葉（よう）、金筋（きんすじ、地景と同様のものが刃中に見えるもの）など刃中の働きが盛んである。茎（なかご、柄に収まる手に持つ部分）は生ぶ。茎先は栗尻。鑢目は勝手下り。目釘孔は2。指表に「吉光」の二字銘を切る。